# Florence Cestac
Florence Cestac   (Pont-Audemer, 18 de juliol de 1949) és una dibuixant de còmics francesa, la segona dona que guanyava, al llarg de vint-i-cinc anys, el Gran Premi de Còmic de la Vila d'Angulema el 2000.
Nascuda a Pont-Audemer, Cestac va començar la seva carrera com a il·lustradora i el 1972 es va fer càrrec de la llibreria Futuropolis amb el seu marit, Étienne Robial, i la va transformar en l'editorial de còmics Futuropolis.
Va crear les històries humorístiques de detectius de Harry Mickson per a les publicacions L'Écho des savanes, Charlie Mensuel, Pilote i Ah! Nana. Després que Futuropolis fos adquirit per Éditions Gallimard el 1994, va crear la sèrie Les Déblok per a Le Journal de Mickey, juntament amb Nathalie Roques.
La seva sèrie Cestac pour les grands, dirigida a un públic adult, va comportar-li èxits i reconeixement. Un dels seus àlbums, Le Démon de midi (1996), va ser adaptat al teatre i el cinema en la pel·lícula de 2005 The Demon Stirs.